# Forêt de Soignes
Forêt de Soignes (nid. Zoniënwoud) – las bukowy w Belgii oddalony o 6 km na południowy wschód od centrum Brukseli. 
Powierzchnia lasu wynosi ponad 4400 hektarów.
W 2017 roku las został wpisany na listę światowego dziedzictwa UNESCO.

## Historia
Forêt de Soignes do czasów rzymskich był częścią wielkich obszarów leśnych Silva Carbonaria, które rozciągały się od Renu i Mozeli do Morza Północnego. Wraz ze wzrostem liczby ludności w Europie las był wycinany, aby mogły powstać wioski i miasta oraz obszary uprawne. Jego wycinkę ograniczył w XII wieku książę Brabancji, który wyznaczył tu tereny łowne. Mimo to na początku XVI wieku z lasu pozostało około 100 kilometrów kwadratowych. Gdy w 1795 roku teren obecnej Belgii został zajęty przez Francję, nastąpiła wycinka drzew na cele wojenne. Krótko po odzyskaniu przez Belgię niepodległości w 1830 roku las został wykupiony przez państwo. Od 1959 roku dzięki dekretowi królewskiemu Forêt de Soignes objęto ochroną.

## Stowarzyszenie
La Ligue des Amis de la Forêt de Soignes („Towarzystwo przyjaciół Forêt de Soignes”) powstało w październiku 1909 roku. Członkami założycielami byli: były burmistrz Brukseli, Charles Buls,  posłowie Emile Vandervelde, Henri Carton de Wiart, pisarze tacy jak Émile Verhaeren i inni artyści, w tym malarz René Stevens. Jest to obecnie najstarsze stowarzyszenie ochrony przyrody w Belgii.

## Lista światowego dziedzictwa UNESCO
Las znajduje się na terenie trzech regionów: Flandrii, Brukseli i Walonii. Dlatego złożony w 2016 roku wniosek o wpisanie Forêt de Soignes na listę światowego dziedzictwa UNESCO musiał zostać przez nie uzgodniony. Wpis nastąpił podczas 41. sesji Komitetu Światowego Dziedzictwa w Krakowie 7 lipca 2017 roku poprzez rozszerzenie obszaru Pradawnych i pierwotnych lasów bukowych w Karpatach i innych regionach Europy.